# Міжнародний кубок Прем'єр-ліги
Міжнародний кубок Прем'єр-ліги (англ. Premier League International Cup) — англійський футбольний турнір для команд європейських футбольних клубів до 23 років. Турнір був утворений в 2014 році як майданчик для змагань кращих футбольних академій Англії з іншими футбольними академіями Європи. Турнір проводиться під контролем англійської Прем'єр-ліги і не пов'язаний з УЄФА.

## Регламент
У турнірі беруть участь футбольні команди, які складаються з гравців до 23 років. Згідно з регламентом турніру, в сезоні 2018/19 в ньому беруть участь 12 команд з Англії та 12 команд з решти Європи. Вони розділені на 6 груп по 4 команди в кожній, після завершення групового етапу в 1/8 фіналу виходять 6 переможців своїх груп і 2 найкращі команди, що посіли другі місця в групах. Спочатку в турнірі брало участь 8 клубів з Англії і 8 з решти Європи, але потім склад був розширений. Англійські клуби кваліфікуються у Міжнародний кубок Прем'єр-ліги на підставі результатів виступів у Прем'єр-лізі 2, а європейські команди запрошуються на підставі рішення Прем'єр-ліги.
УЄФА намагався заблокувати створення цього турніру і відмовився санкціонувати його проведення. Для уникнення можливої заборони всі матчі турніру проводяться в Англії, матчі між неанглійськими командами проводяться на нейтральних полях, таким чином, турнір вважається внутрішньоанглійським і не потрапляє під юрисдикцію УЄФА. Згідно з регламентом турніру, англійські команди повинні провести мінімум два матчі на головному стадіоні свого клубу. Турнір є некомерційним і переслідує мету тільки розвиток молодих гравців, у зв'язку з чим Прем'єр-ліга не виділяє ніяких грошей для призового фонду.
Так само, як і в Прем'єр-лізі 2, в заявку команди на матч можуть увійти троє гравців старше 23 років і один воротар старше 23 років.

## Фінали
| Сезон   | Переможець     | Рахунок фіналу | Фіналіст   | Програли в півфіналі           | Стадіон фінального матчу      |
| ------- | -------------- | -------------- | ---------- | ------------------------------ | ----------------------------- |
| 2014/15 | Манчестер Сіті | 1:0            | Порту      | Лестер Сіті і Фулхем           | «Академі Стедіум», Манчестер  |
| 2015/16 | Вільярреал B   | 4:2            | ПСВ        | Челсі і Порту                  | «Ден», Лондон                 |
| 2016/17 | Порту          | 5:0            | Сандерленд | Свонсі Сіті і Норвіч Сіті      | «Стедіум оф Лайт», Сандерленд |
| 2017/18 | Порту          | 1:0            | Арсенал    | Вільярреал B і Ньюкасл Юнайтед | «Емірейтс», Лондон            |